# RhB Ge 4/4 II (611-633)
De Ge 4/4 II is een elektrische locomotief van de Rhätische Bahn (RhB).

## Geschiedenis
Deze locomotieven werden in de jaren 1970 door Schweizerische Lokomotiv- und Maschinenfabrik (SLM) en Brown, Boveri & Cie (BBC) ontwikkeld en gebouwd voor de Rhätische Bahn (RhB) als Ge 4/4 II.

### Ongeval
Op 5 januari 2007 werd door een aardverschuiving op het traject tussen Chur en Ilanz de locomotief 632 zwaar beschadigd.
De machine werd hersteld en kreeg een nieuwe bovenbouw. Aan deze locomotief werden een aantal moderniseringen doorgevoerd. Op 30 maart 2008 werd deze locomotief weer in dienst gesteld.

## Constructie en techniek
De locomotief is opgebouwd uit een stalen frame. In de draaistellen zijn twee elektrische motoren gemonteerd die met tandwielen ieder een as aandrijft.

### Modernisering
Naar aanleiding van de modernisering van de 632 in 2008 werden ook de locomotieven 612, 619 en 627 ook gemoderniseerd.

### Modificatie
Naar aanleiding van de aanschaf van RhB Alvra-treinstellen, is de 629 gemodificeerd op het luchtremsysteem, dat bij het trekken voor het remmen van deze treinstellen nodig is. Aan de buitenkant zijn de extra luchtslangen te zien voor het aansluiten op de Alvra-treinstellen.

### Namen
De Rhätische Bahn (RhB) hebben de volgende namen op de locomotieven geplaatst:
- 611: Landquart
- 612: Thusis
- 613: Domat/Ems
- 614: Schiers
- 615: Klosters
- 616: Filisur
- 617: Ilanz
- 618: Bergün/Bravuogn
- 619: Samedan
- 620: Zernez
- 621: Felsberg
- 622: Arosa
- 623: Bonaduz
- 624: Celerina/Schlarigna
- 625: Küblis
- 626: Malans
- 627: Reichenau-Tamins
- 628: S-chanf
- 629: Tiefencastel
- 630: Trun
- 631: Untervaz
- 632: Zizers
- 633: Zuoz

## Treindiensten
De locomotieven worden door de Rhätische Bahn (RhB) samen met onder meer de Bernina-Express Panoramarijtuigen en de Glacier Express Panoramarijtuigen ingezet op het traject:
- Chur – Sankt Moritz / Pontresina
- Chur – Disentis/Mustér

## Foto's

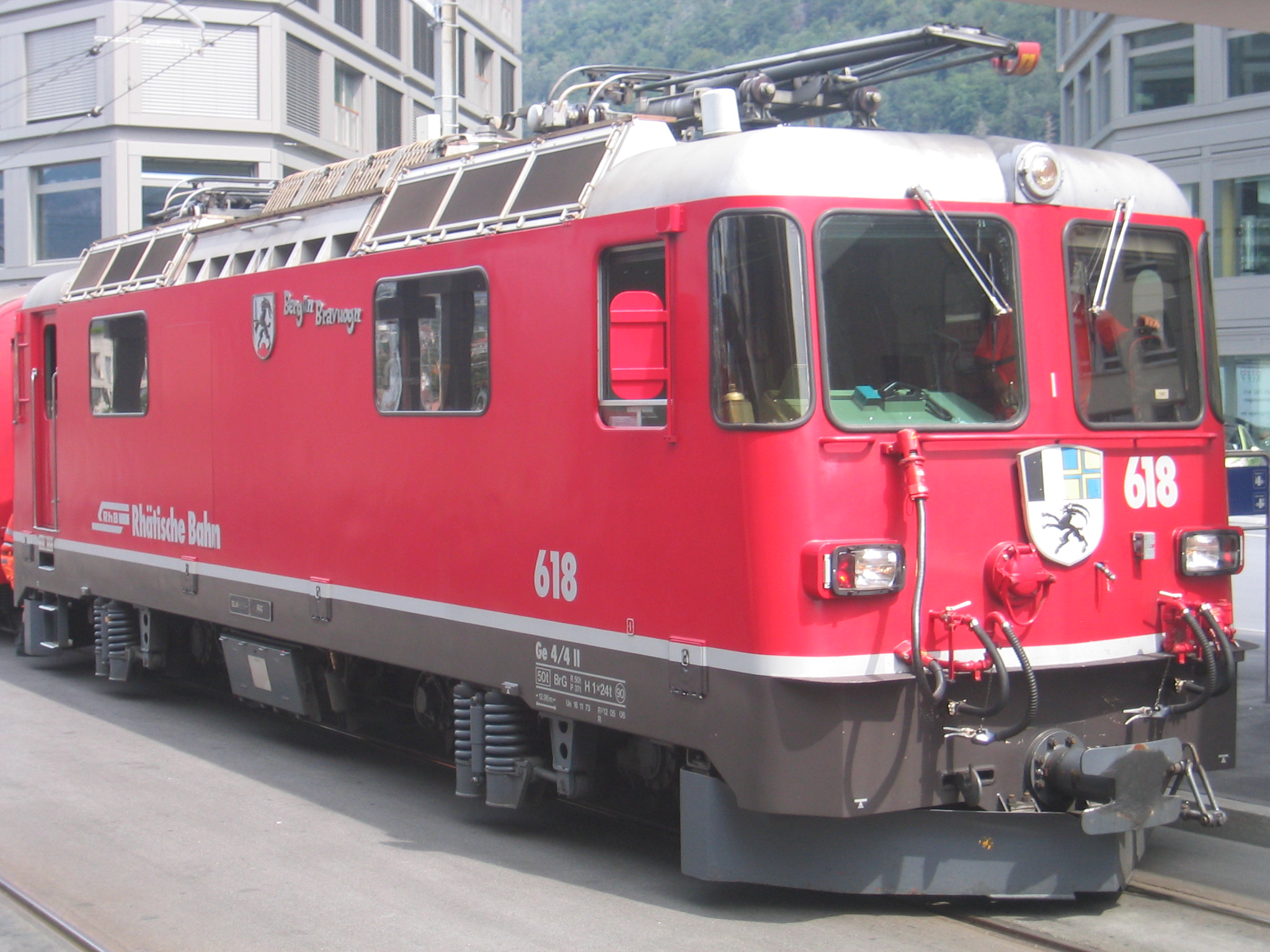
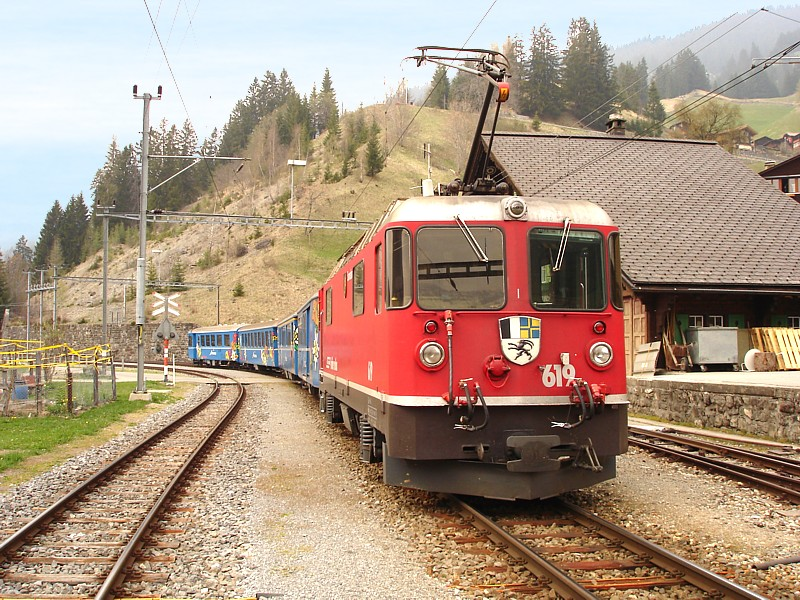
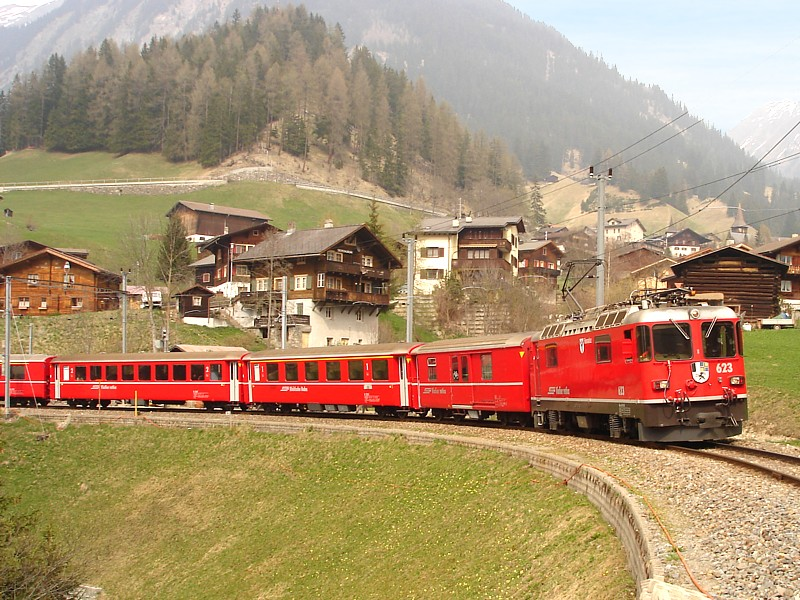
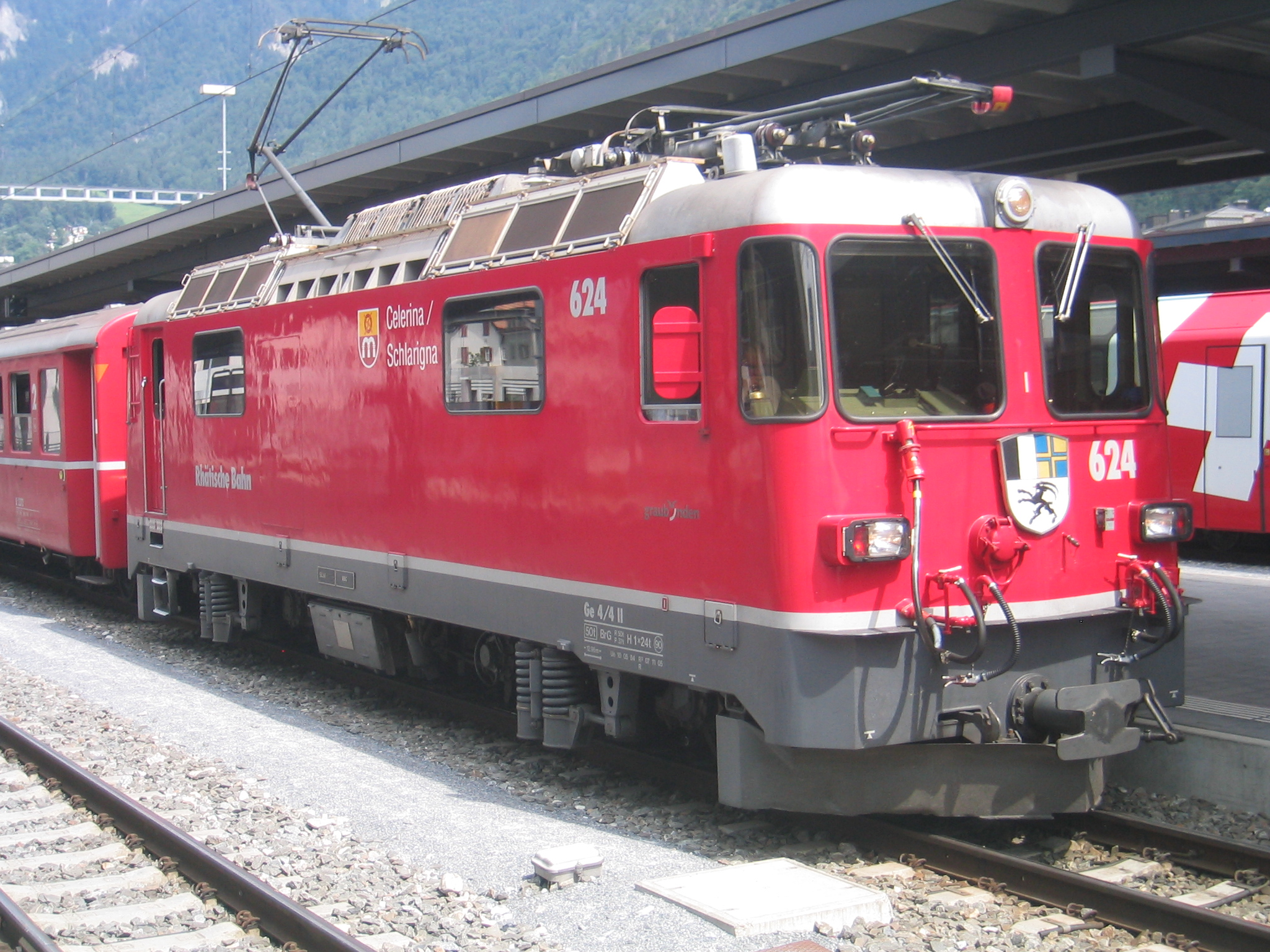
Ge 4/4 II 624 op 01 augustus 2008 in Chur